# Piula boscana
La piula boscana (Anthus nyassae) és un ocell de la família dels motacíl·lids (Motacillidae).

## Hàbitat i distribució
Habita el bosc Miombo a l'altiplà centre-africà, a la República del Congo, sud-oest, sud i sud-est de la República Democràtica del Congo, Angola, Zàmbia i Zimbabwe.